# Pliopithecus
Pliopithecus is een geslacht van uitgestorven primaten dat voorkwam in het Midden- tot Laat-Mioceen.

## Beschrijving
Dit 120 centimeter hoge dier had even lange armen als poten. De staart was samengesteld uit tien of meer wervels. Aangezien de oogkassen niet helemaal recht naar voren stonden, had het dier ook geen zuiver stereoscopisch gezichtsveld.

## Vondsten
Van dit dier werden resten gevonden in Frankrijk en Tsjechië/Slowakije.